# Aozora Bunko
Aozora Bunko (青空文庫 'Colección del Cielo Azul'?) en Japón es un proyecto similar al Proyecto Gutenberg. Se encarga de digitalizar textos que, según la ley de derechos de autor de Japón, se encuentren en el Dominio público, y los distribuye gratuitamente. La mayoría de los textos que se publican pertenecen a la Literatura japonesa o son traducciones de Literatura inglesa.
Traducido como la colección Cielo Azul, consiste en la digitalización y compilación de textos, que en su mayoría, ya no están protegidos por el Derecho de autor japonés, porque este ha expirado. Estos ejemplares son distribuidos gratuitamente por la red.
La Colección está formada por textos de literatura japonesa, de dominio público, aunque hay muchos autores que prefieren dar a conocer sus obras por este medio, a pesar de estar protegidas por el Derecho de Autor, y también mucha de la literatura inglesa traducida al japonés.
Además está formada por una base de datos que está ordenada por nombre del autor, título de la obra o año de publicación, que facilita la búsqueda de los libros. La colección que pretende incorporar más de 6000 libros mediante un proyecto de globalización de obras, por medio de convenios con Estados Unidos, que permitirá incluir obras inglesas, traducidas al japonés.

## Historia
La idea del Aozora Bunko nació del famoso Proyecto Gutenberg, el proyecto de recopilación de libros más antiguo, que basa su colección en textos cuyos derechos de autor han expirado y los encuentran en el dominio público, de acuerdo con la Ley de Derecho de Autor de Estados Unidos. Esta idea fue creada y desarrollada en 1971, por Michael S. Hart.
Ahora estos libros son digitalizados y pueden ser obtenidos en la red, por lo que son de fácil acceso. Cuentan con cerca de 30 000 libros, de diferentes autores de la literatura inglesa, que pueden ser bajados a diversos dispositivos electrónicos como lectores de libros electrónicos, iPhone y demás dispositivos compatibles con las versiones digitales de los libros.
Sin embargo, este proyecto tiene ciertas limitaciones que deben ser tomadas en cuenta, pues estas obras solo pueden ser obtenidas dentro de los Estados Unidos, debido a su legislación de Derechos de Autor, y puede haber problemas en otros países por ser incompatibles en cuanto al contenido del derecho de autor y su ámbito de protección.
Es así como en 1997, Michio Tomita, quien creía que todos aquellos que tengan intereses en común deben cooperar y compartirlo entre todos crea el sistema de compilación y publicador de libros Aozora Bunko, que pretende dar acceso libre a miles de obras literarias.

## Derechos de autor en Japón
El derecho de autor en Japón se divide en dos ámbitos de protección: los derechos de autor y los derechos conexos. Como miembro del Convenio de Berna, Japón protege a los autores de obras por toda la vida del autor y durante 50 años después de la muerte del mismo.
La legislación japonesa ha propuesto ciertos cambios al ámbito de protección de los derechos de autor y esto ha molestado mucho a los miembros de Aozora Bunko, que prefieren mantener el statu quo que se establece hasta ahora, y no cambiar las leyes de protección al derecho de autor por ambición de ciertos grupos interesados en que esto cambie.
Aozona Bunko pasó de ser un simple recopilador y digitalizador de textos a una organización política de defensa pública, que vio amenazada su compilación de libros en internet y ha tomado una posición en contra de los cambios que se quieren introducir en la legislación japonesa, por lo que ha utilizado un logo de protesta en su página web, que ha tenido mucha acogida entre sus usuarios que están a favor de esta propuesta.

## Beneficios
Este tipo de métodos de publicación de obras literarias a través del internet, que no están protegidas por el derecho de autor debido a su expiración y de manera gratuita, ha sido un aporte que deja de lado todo el fondo económico que envuelve a la publicación y distribución de las obras, dejando un aporte cultural e intelectual al dar a conocer y promover la lectura como un medio de aprendizaje y conocimiento.
Aunque en muchos casos el derecho de autor es violado de diversas maneras, estos ordenadores mantienen la explotación de las obras dentro de los preceptos establecidos por las leyes, por lo que no están violando ni alterando las disposiciones legales.